# Mamá Ladilla
Mamá Ladilla es el nombre de un grupo de rock español, formado en Madrid en septiembre de 1993 por Juan Abarca, Llors Merino y Ferro.

## Componentes

### Componentes actuales
- Juan Abarca — guitarra eléctrica y voz
- Sergio Legazpi — bajo y coros
- Abel del Fresno — batería

### Componentes pasados
- Llors Merino — bajo y coros (1994–2007)
- Javier Rojas — bajo y coros (2007–2013)
- Ferro — batería (1994–2014)

## Estilo
Mamá Ladilla posee un repertorio consistente en canciones de tono humorístico y reivindicativo, con letras en las cuales abundan los juegos de palabras, las referencias a la cultura popular, la escatología y el surrealismo en general. Sin embargo, al contrario que la mayor parte de los grupos que utilizan el humor como signo de identidad[cita requerida], Mamá Ladilla huye del punk en favor de un rock con riffs más elaborados, presencia de solos instrumentales y, en general, una mayor complejidad y virtuosismo. Ellos definen su estilo como "punk-rock progresivo y zafio".

## Historia

### La maqueta y el primer disco
Los tres componentes de Mamá Ladilla se conocen ya antes de formar el grupo debido a su presencia conjunta en diversas formaciones musicales, de modo que en septiembre del año 1994 deciden formar una banda que finalmente quedará como trío, usando como repertorio los temas que ya está empezando a componer Juan Abarca. Rápidamente, y al llevar ya tiempo todos ellos sumergidos el mundo de la música, no les resulta difícil comenzar a presentar conciertos por diversos lugares, ya definitivamente como trío y con el nombre de Mamá Ladilla.
Precisamente en uno de estos primeros conciertos, en la sala Siroco, en Madrid, en noviembre del mismo año 94, la actuación es grabada en casete por el técnico de sonido; esta cinta es posteriormente titulada sin mezcla previa alguna como Directamente a la basura e, introduciendo también algunos temas caseros grabados en solitario por Juan Abarca, resulta la primera maqueta del grupo. Este último encarga algunos centenares de copias que posteriormente cada miembro distribuye entre multitud de amigos y conocidos, de modo que en no demasiado tiempo Mamá Ladilla se convierte en un grupo más o menos conocido, al menos en ámbitos alternativos.
Gracias a la difusión de la maqueta el grupo puede actuar con mayor frecuencia y en lugares con una mayor afluencia, de modo que acaba surgiendo su primer contrato discográfico con la compañía BOA, y en 1996 es lanzado el primer álbum oficial del grupo: Arzobispofobia. Este trabajo, que incluye algunos temas de la maqueta, aunque la mayor parte de su repertorio consiste en canciones nuevas, es producido conjuntamente por el grupo y Daniel Sánchez.
En 1997, y ante las buenas ventas de Arzobispofobia, Mamá Ladilla es fichado por una agencia de management y lleva a cabo un concierto en la sala KTdral en Madrid, con capacidad para unas mil personas; mediante una pegada masiva de carteles intenta llenar la sala, y finalmente la actuación resulta un éxito, sobrepasándose el aforo máximo del lugar. De modo que, al cumplirse todas las expectativas, el grupo firma un nuevo contrato discográfico con la multinacional RCA, que para empezar remasteriza y vuelve a lanzar Arzobispofobia en 1998.

### El segundo, tercer y cuarto disco
Con RCA, Mamá Ladilla graba en 1998 su segundo álbum, Naces, creces, te jodes y mueres, que extrae su título del de una de las canciones de la maqueta. Esta grabación se realiza con todo lujo, y de la producción se encargan Tony López y Marisa Martín. Algo antes de la publicación del álbum, el grupo comienza una gira a nivel nacional, con más de sesenta conciertos y actuaciones en los principales festivales musicales del país, que se prolonga durante dos años.
Sin embargo, las expectativas creadas para el grupo no se cumplen: los conciertos no presentan tanto público como el esperado y las ventas del segundo disco están por debajo de las que se creía que tendrían. Así pues, el grupo abandona amistosamente la multinacional y ficha por una independiente, Bliss Records; vuelven a contratar los conciertos ellos mismos, y realizan sus actuaciones en locales más pequeños. Al cabo de alrededor de un año, Mamá Ladilla vuelve a ser un grupo como el de sus orígenes, con un mayor contacto con su público.
En el año 1999, la banda graba en Producciones Peligrosas, un estudio de grabación de Peligros (Granada), su tercer disco, Requesound, lanzado por Bliss Records. Esta grabación se realiza prácticamente en directo, sin mezclar apenas tomas, lo que deriva en una frescura mayor que la de otros trabajos; la producción es llevada de nuevo a cabo por el propio grupo junto con alguien más, en este caso el técnico de sonido, Jass.
Para Power de mí, el cuarto trabajo de la banda, publicado en 2001, las directrices son más o menos las mismas que para Requesound: el grupo graba con Bliss Records en Producciones Peligrosas, y de la producción se encargan de nuevo Jass y Mamá Ladilla. Por esta época el grupo abre la primera versión de su página web oficial, , y realiza una gira, la del año 2001, a la que llaman “Borriquito como tour”.

### El quinto disco, la reedición de la maqueta (sexto) y el séptimo disco
Analfabada es el quinto álbum de Mamá Ladilla, grabado también en Producciones Peligrosas pero en esta ocasión cambiando de compañía discográfica; esta vez graban con BKT, y el nuevo disco aparece en el año 2002. La gira que acompaña al álbum es llamada “Abuelito dime tour” y, a pesar de presentar los conciertos bastante separados en el tiempo, resulta una gira bastante extensa.
Al cumplirse el décimo aniversario del grupo en el año 2004, Mamá Ladilla decide celebrarlo volviendo a lanzar a principios de este año la maqueta con la que se dieron a conocer, remasterizada especialmente para la ocasión e incorporando un libreto con anécdotas y las letras de las canciones y varios bonus tracks extraídos de diversas actuaciones en vivo o grabaciones inéditas. El disco se vuelve a titular como Directamente de la basura: Diez años macerando. También en este año el grupo lanza sólo en Internet, para descarga gratuita, un disco titulado Brown Album, que contiene versiones de otros artistas con las letras cambiadas, y Brown Single, siguiendo el mismo planteamiento pero incluyendo sólo dos temas.
En mayo de 2005 aparece el séptimo álbum del grupo, Autorretrete, con el que vuelven a BOA, la compañía con la que grabaron el primer disco, Arzobispofobia. Esta vez grabado en los estudios Korsakov, en Madrid, y producido ahora solo por Mamá Ladilla, representa unos de los trabajos de la banda más celebrados por los fans; además, Juan Abarca funda el grupo paralelo Engendro, con el que hará versiones similares a las de Brown Album y Brown Single. La gira que acompaña al nuevo disco y que se presenta como la del año 2005 es llamada en esta ocasión “Autorretretour”.
A finales de 2007 se produce el primer cambio de formación en los 13 años de historia de la banda: el bajista Llors Merino deja el grupo y es sustituido por Javier Rojas.

### El octavo disco
El 5 de julio de 2010, Juan Abarca, mediante un comunicado en la web oficial del grupo, desvela algunos detalles del octavo álbum de Mamá Ladilla. También publicó un tema de adelanto, "Jamón Beibe", que puede descargarse desde la Web de la banda. 
El 14 de septiembre de 2010 se pone a la venta "Jamón Beibe", disco-libro de 96 páginas con una hora de audio que supuso el debut del bajista Javier Rojas con la banda.

### Bilis (EP)
En abril del año 2014 sacan un nuevo EP llamado Bilis, editado internacionalmente por la discográfica de Boston Rodado Ponchado Recordz, que invita al grupo a una gira de presentación por Estados Unidos en noviembre de 2014. Aunque en el momento de la publicación del EP ya no estaba en la banda Javi Rojas, participó en la grabación del mismo antes de su salida. 
El EP está compuesto por 5 canciones:
- Sudor de peregrino
- Crisis
- Todo a sien
- El hombre blandengue
- Arrea

### Cambios de formación y lanzamientos posteriores
En julio del año 2013 Sergio Legazpi entra en el grupo sustituyendo a Javier Rojas, y en septiembre de 2014 Abel del Fresno toma el testigo de la batería tras la marcha de Ferro. 
Con esta nueva formación, la banda publica en marzo de 2015 el disco Coprofonía, compuesto por 12 canciones.
Dos años más tarde, en junio de 2017 se publica el primer álbum en directo de la banda, titulado Un bis y a la cama.
En marzo de 2018 la banda lanza el disco Quién pudriera.
En 2021 la banda lanza el disco Exhuma y sigue.

## Discografía

### Discografía principal
1. Arzobispofobia (1996)
2. Naces, creces, te jodes y mueres (1998)
3. Requesound (1999)
4. Power de mí (2001)
5. Analfabada (2002)
6. Directamente de la basura: Diez años macerando (2004) (Reedición de la primera maqueta)
7. Autorretrete (2005)
8. Jamón beibe (2010)
9. Coprofonía (2015)
10. Quién pudriera (2018)
11. Exhuma y sigue (2021)

### Maqueta original, EPs y directo
1. Directamente a la basura (1994) (maqueta)
2. Brown Album (2001) (EP de versiones)
3. Bilis (2014) (EP)
4. Un bis y a la cama (2017) (Directo)